# 趙大元
趙 大元（ちょう たいげん、朝鮮語: 조대원、1988年4月26日 – ）は、朝鮮民主主義人民共和国の囲碁棋士。段位は七段。北朝鮮でトップクラスの棋士の一人であり、北朝鮮から功勲運動員の称号を授与された。
趙大元は2005年と2006年の世界アマチュア囲碁選手権戦で準優勝および3位の成績を上げた。2008年には中国北京での第1回ワールドマインドスポーツゲームズ囲碁競技のオープン個人種目で韓国棋士を破り優勝、北朝鮮で初めて国際棋戦で優勝した棋士となった。2010年には世界アマチュア囲碁選手権戦で第3位。2013年には「商旅杯」杭州国際都市囲碁競技大会で優勝した。